# Теховец (Медводе)
Теховец (словен. Tehovec) је насељено место у општини Медводе, Средњесловенска регија, Словенија.

## Историја
До територијалне реорганизације у Словенији био је у саставу града Љубљане, односно старе општине Шишка.

## Становништво
У попису становништва из 2011. године, Теховец је имао 21 становника.
| Број становника према пописима | Број становника према пописима | Број становника према пописима |
| ------------------------------ | ------------------------------ | ------------------------------ |
| 1991                           | 2002                           | 2011                           |
| 24                             | 23                             | 21                             |

Напомена: Године 2013. извршена је мала размена територија између насеља Теховец и Брезовица при Медводах.